# Gennadiy Bilodid
Pour les articles homonymes, voir Bilodid.
Gennadiy Grigorovitch Bilodid (en ukrainien : Генна́дій Григо́рович Білоді́д),  né le 22 juillet 1977 à Kiev, est un judoka ukrainien. Il a remporté une médaille de bronze aux championnats du monde 2005 et deux titres européens, en 2001 et 2003, en moins de 73 kg, légers.

## Biographie
Gennadiy Bilodid participe à trois éditions des Jeux olympiques, en 2000 à Sydney, s'inclinent en demi-finale puis lors des repêchages, en 2004 à Athènes, de nouveau battu en demi-finale et repêchage, et 2008 à Pékin où il s'incline en quarts de finale avant d'échouer lors du tournoi de repêchage. Champion d'Europe en 2001 à Paris en battant l'Italien Giuseppe Maddaloni, il remporte un nouveau titre deux ans plus tard lors de l'édition de 2003 à Düsseldorf où il bat l'Espagnol Kioshi Uematsu. En 2005, lors des championnats du monde du Caire, il remporte la médaille de bronze.
Il est par ailleurs le père de Darya Bilodid, devenue en 2018 la plus jeune championne du monde de judo, devant la Japonaise Ryōko Tani.

## Palmarès

### Compétitions internationales
| Année | Compétition           | Lieu       | Résultat | Catégorie      |
| ----- | --------------------- | ---------- | -------- | -------------- |
| 2001  | Championnats d'Europe | Paris      | 1er      | Moins de 73 kg |
| 2003  | Championnats d'Europe | Düsseldorf | 1er      | Moins de 73 kg |
| 2005  | Championnats du monde | Le Caire   | 3e       | Moins de 73 kg |

### Tournois Grand Chelem et Grand Prix
| Année | Compétition                       | Lieu     | Résultat | Catégorie      |
| ----- | --------------------------------- | -------- | -------- | -------------- |
| 1997  | Open de Pologne                   | Varsovie | 1er      | Moins de 78 kg |
| 1998  | Tournoi de Minsk                  | Minsk    | 2e       | Moins de 73 kg |
| 1999  | Open de Pologne                   | Varsovie | 1er      | Moins de 73 kg |
| 2000  | Tournoi de Sofia                  | Sofia    | 3e       | Moins de 73 kg |
| 2000  | Grand Prix de Prague              | Prague   | 1er      | Moins de 73 kg |
| 2001  | Grand Prix de Prague              | Prague   | 3e       | Moins de 73 kg |
| 2001  | Open de Pologne                   | Varsovie | 1er      | Moins de 73 kg |
| 2002  | Grand Prix de Budapest            | Budapest | 3e       | Moins de 73 kg |
| 2002  | Tournoi de Varsovie               | Varsovie | 1er      | Moins de 73 kg |
| 2002  | Grand Prix Moscou                 | Moscou   | 2e       | Moins de 73 kg |
| 2004  | Tournoi de Budapest               | Budapest | 1er      | Moins de 73 kg |
| 2005  | Tournoi coupe du monde à Varsovie | Varsovie | 3e       | Moins de 73 kg |
| 2006  | Tournoi coupe du monde à Prague   | Prague   | 2e       | Moins de 73 kg |
| 2007  | Tournoi coupe du monde à Moscou   | Moscou   | 2e       | Moins de 73 kg |
| 2007  | Tournoi coupe du monde à Bucarest | Bucarest | 2e       | Moins de 73 kg |
| 2007  | Tournoi coupe du monde à Bakou    | Bakou    | 1er      | Moins de 73 kg |